# کریستین مورویل
کریستین مورویل (دانمارکی: Christian Morville; ۳ دسامبر ۱۸۹۱ – ۲۱ دسامبر ۱۹۴۲) بازیکن فوتبال اهل دانمارک بود.